# Liste von Sakralbauten im Vogtlandkreis
Die Liste von Sakralbauten im Vogtlandkreis gibt eine möglichst vollständige Übersicht der im Vogtlandkreis im äußersten Südwesten des Landes Sachsen vorhandenen relevanten Sakralbauten mit ihrem Status, Adresse, Koordinaten und einer Ansicht (Stand September 2023).

## Kapellen
| Artikel                                         | Beschreibung | Gemeinde                | Ort                   | Bild            | Koordinaten                  |
| ----------------------------------------------- | --- | ----------------------- | --------------------- | --------------- | ---------------------------- |
| Adventisten-Kapelle Jugelsburg                  | Jetzt Advent-Kapelle der Siebenten-Tags-Adventisten; asymmetrische Anlage mit qualitätvoller, straßenseitiger Holzveranda. Putzbau mit Klinkersockel, Schwebegiebel, mittiger Hauseingang                                                                                    | Adorf/Vogtl.            | Jugelsburg            | Bild gesucht    | 50° 18′ 42″ N, 12° 15′ 8″ O  |
| Begräbniskirche, Adorf/Vogtland                 | Kirche: einfacher Saalbau mit Dachreiter, mit wertvoller Ausstattung unter anderem Reste eines barocken Altars und Grabplatte Triller, älteres Eingangsportal im Stil der Spätgotik (bezeichnet „1498“, wohl von der ehemaligen Kreuzkapelle stammend)                       | Adorf/Vogtl.            | Adorf                 | Bild gesucht BW | 50° 19′ 19″ N, 12° 15′ 11″ O |
| Burganlage mit Resten der Burgkapelle           | Stadtbildprägende Burgruine Elsterberg. Bruchsteinmauern, Palas, Ringmauern, Grundmauern der Kapelle in Resten erhalten (erstes Drittel 13. Jahrhundert), spätere Ergänzungen, wie zum Beispiel die Rundtürme.                                                               | Elsterberg              | Elsterberg            | weitere Bilder  | 50° 36′ 34″ N, 12° 10′ 18″ O |
| Ehem. Wallfahrtskapelle St. Clara (Heinersgrün) | Grabkapelle der Familie von Feilitzsch, mittelalterlicher Saalbau mit polygonalem Chorschluss, Westturm mit Barockhaube, in dominanter Lage auf einem Berg außerhalb des Ortes. Verputzter Bruchsteinbau aus dem 13. Jahrhundert, 1748 Umbau                                 | Weischlitz              | Heinersgrün           | weitere Bilder  | 50° 23′ 18″ N, 11° 59′ 57″ O |
| Feierhalle Friedhof Klingenthal II              | Alte Ortslage Brunndöbra, Feierhalle schlichter neogotischer Ziegelbau, Grabstätten mit personengeschichtlicher und ortsgeschichtlicher Bedeutung. Sprech- und Leichenhalle: Erbaut 1896 durch Firma Knoll und Schmidt, Klingenthal                                          | Klingenthal             | Brunndöbra            | Bild gesucht    | 50° 22′ 15″ N, 12° 27′ 52″ O |
| Friedhofskapelle Alt Jocketa                    | In sehr gutem Originalzustand überlieferte Friedhofsanlage aus der Mitte des 20. Jahrhunderts von gartenkünstlerischer Bedeutung. Beim Bau der Talsperre Pöhl musste der Friedhof von Pöhl verlegt werden, komplette Neuanlage                                               | Pöhl                    | Alt-Jocketa           | weitere Bilder  | 50° 33′ 18″ N, 12° 10′ 54″ O |
| Friedhofskapelle Bad Brambach                   | Ortsgeschichtlich von Bedeutung. (Siehe unten unter Sachgesamtheit Friedhof) | Bad Brambach            | Bad Brambach          |                 | 50° 13′ 20″ N, 12° 18′ 59″ O |
| Friedhofskapelle Beerheide                      | Alte Ortslage Hauptbrunn, historisierender Ziegelbau mit fünfseitigem Ostabschluss, im Rundbogenstil des 19. Jahrhunderts, ortshistorische Bedeutung. Bruchsteinsockel, Graniteckquader, roter Klinkerbau mit Fassadengliederung durch vertikale Bänder                      | Auerbach/Vogtl.         | Beerheide             | weitere Bilder  | 50° 28′ 42″ N, 12° 25′ 33″ O |
| Friedhofskapelle Ellefeld                       | Einzeldenkmale der Sachgesamtheit Friedhof Ellefeld: Friedhofskapelle, Aufbahrungshalle, Friedhofsverwaltungsgebäude, Friedhofsmauer mit Toranlage, Denkmal für die Opfer des Faschismus, Wandgrabmale (Erbbegräbnisse) an der hinteren Mauer                                | Ellefeld                | Ellefeld              | Bild gesucht    | 50° 29′ 2″ N, 12° 22′ 40″ O  |
| Friedhofskapelle Friesen (Reichenbach)          | Kleiner zeittypischer Putzbau. Schlichter Saalbau mit polygonalem Abschluss, Natursteinsockel, Schichtmauerwerk, große Rundbogentür mit Treppe, schmale Rechteckfenster, ein Fenster mit Bleiglas, schiefergedecktes Walmdach.                                               | Reichenbach im Vogtland | Friesen (Reichenbach) | Bild gesucht    | 50° 38′ 13″ N, 12° 16′ 4″ O  |
| Friedhofskapelle Görnitz                        | Kapelle neogotischer Klinkerbau mit bemerkenswerter Ausstattung, Nebengebäude: roter und gelber Klinker, Kapelle: neogotischer Klinkerbau mit bemerkenswert vollständiger originaler, z. T. qualitätvoller Ausstattung                                                       | Oelsnitz/Vogtl.         | Görnitz               | Bild gesucht BW | 50° 24′ 23″ N, 12° 11′ 0″ O  |
| Friedhofskapelle Grünbach                       | Kapelle im Reformstil, Eingangstor: Großes, rundbogiges Eisentor, seitlich zwei kleinere Rundbogentore, angrenzende Bruchsteinmauer, verputzt, mit Ochsenaugen und Eisengitter                                                                                               | Grünbach                | Grünbach              |                 | 50° 27′ 5″ N, 12° 21′ 38″ O  |
| Friedhofskapelle Markneukirchen                 | Kapelle im Stil der Neogotik, Gefallenendenkmal mit großem Kreuz aus Porphyrwerkstein, Bauten, Denkmale und Grabanlagen. | Markneukirchen          | Markneukirchen        | Bild gesucht BW | 50° 18′ 50″ N, 12° 19′ 12″ O |
| Friedhofskapelle Neumark (Vogtland)             | Von ortshistorischer und kunsthistorischer Bedeutung. Kapelle: Putzfassade, Satteldach, Turm mit Zwiebelhaube, VVN-Denkmal (Stein) für sieben unbekannte Opfer des Faschismus, Erbbegräbnis: Weichelt und Wackwitz, Wandstelle Ziegel/Sandstein                              | Neumark                 | Neumark               | Bild gesucht    | 50° 39′ 17″ N, 12° 21′ 25″ O |
| Friedhofskapelle Rebesgrün                      | Alte Ortschaft Rebesgrün, ortsgeschichtliches Denkmal. Eingeschossiger Putzbau mit Satteldach (Pappe), Putzfassade mit kannelierten Ecklisenen und Kämpfer, Rundbogenportal mit Granitgewände, kannelierte Holztür mit Oberlicht, Granitstufen                               | Auerbach/Vogtl.         | Rebesgrün             | Bild gesucht    | 50° 31′ 14″ N, 12° 21′ 47″ O |
| Friedhofskapelle Reuth                          | Leichenhalle mit Dachreiter. Putzfassade, spitzbogige Öffnungen und Glockentürmchen, Satteldach (Schieferdeckung). | Neumark                 | Reuth                 | Bild gesucht    | 50° 40′ 22″ N, 12° 19′ 35″ O |
| Friedhofskapelle Schönbrunn (Bösenbrunn)        | Kapelle neogotischer Klinkerbau auf Bruchsteinsockel, mit kräftigem Dachreiter, gelbe Klinkergliederung, sowie grün glasierte Klinker (Fenstersturzbögen, Sohlbänke) | Bösenbrunn              | Schönbrunn            | Bild gesucht    | 50° 24′ 15″ N, 12° 7′ 49″ O  |
| Friedhofskapelle Sohl (Bad Elster)              | Putzbau mit kräftigem Dachreiter. Ziegelmauer, Rundbögen, Walmdach (Schiefer), großer Dachreiter mit gusseisernem Kreuz, Bleiglasfenster. | Bad Elster              | Sohl                  | Bild gesucht    | 50° 16′ 29″ N, 12° 16′ 32″ O |
| Friedhofskapelle Thoßfell                       | Neuanlage aus der Mitte des 20. Jahrhunderts von regionalhistorischer Bedeutung. Vor Überflutung des Friedhofes durch den Bau der Talsperre Pöhl wurde ein neuer Friedhof für Thoßfell angelegt                                                                              | Neuensalz               | Thoßfell              | Bild gesucht    | 50° 31′ 19″ N, 12° 14′ 20″ O |
| Grufthaus Plohn                                 | Stattliche Gruftkapelle im neogotischen Stil, als Teil des Rittergutes geschlossenes Ensemble mit überregionaler, kunsthistorischer und landschaftsgestaltender Bedeutung. Grufthaus: Steinquadermauerwerk Ecklisenen, staffelgiebelartige Bekrönung                         | Lengenfeld              | Plohn                 | Bild gesucht BW | 50° 34′ 22″ N, 12° 24′ 14″ O |
| Kapelle Christgrün                              | Kapelle im Schlosspark Christgrün, neogotischer runder Zentralbau mit Kielbogengiebel und Wappen und Inschrift über Eingangsrisalit, Kuppel mit Kassettendecke, von Kreuz bekrönt                                                                                            | Pöhl                    | Christgrün            |                 | 50° 34′ 45″ N, 12° 12′ 27″ O |
| Kapelle Heilanstalt Carolagrün                  | Alte Ortschaft Carolagrün, in Waldlandschaft gelegen, Hauptgebäude ein Putzbau mit historisierenden Elementen und malerischer Dachlandschaft, Kapelle ein Holzbau mit Dachreiter                                                                                             | Auerbach/Vogtl.         | Carolagrün            | weitere Bilder  | 50° 29′ 21″ N, 12° 29′ 25″ O |
| Kapelle Kauschwitz                              | Im Kern mittelalterlicher Wehrturm, 1763/64 zur Kapelle umgebaut, Zentralbau mit verschiefertem Dach und Laterne, Prospekt der ehemaligen Trampeli-Orgel erhalten | Plauen                  | Kauschwitz            | weitere Bilder  | 50° 31′ 21″ N, 12° 5′ 35″ O  |
| Kapelle Neuensalz                               | Saalbau mit kleinem Dachreiter. Erster Bau Mitte 12. Jahrhundert vom Deutschritterorden, Umgestaltung ab 1702, 1854–56 neugotischer Umbau, nach 1945 verfallen, 1987 Beendigung der Rekonstruktion, profaniert                                                               | Neuensalz               | Neuensalz             | weitere Bilder  | 50° 30′ 20″ N, 12° 13′ 26″ O |
| Kapelle Park- und Kuranlagen Bad Elster         | Sachgesamtheit Park- und Kuranlagen Bad Elster, bestehend aus Kurpark: Parkanlage und Grünanlage vor dem Albertbad (Gartendenkmal) mit Elstertunnel und Brücke, Gebäudekomplex des Badehauses (Albertbad), Kolonnaden, Marienquelle, Musikpavillon, Kreuzkapelle im Waldpark | Bad Elster              | Bad Elster            | weitere Bilder  | 50° 17′ 3″ N, 12° 14′ 59″ O  |
| Kapelle Pausa                                   | Neogotische Friedhofskapelle von baugeschichtlichem Wert, Anlage von stadtgeschichtlichem Wert. | Pausa-Mühltroff         | Pausa                 | Bild gesucht    | 50° 34′ 51″ N, 11° 59′ 34″ O |
| Kapelle Pflegeheim Fasendorf                    | Reformstil, mit Resten der Ausstattung. Durch Hanglage drei Geschosse, hohes Krüppelwalmdach mit Gaupen, Putzgliederung, turmartiger Seitenanbau (Treppenhaus), ehemaliger Kapelleneinbau.                                                                                   | Rosenbach/Vogtl.        | Fasendorf             | Bild gesucht    | 50° 31′ 58″ N, 12° 1′ 57″ O  |
| Kapelle Raun                                    | Kleine Saalkirche mit Dachreiter; Rechteckraum, im Chorbereich polygonal, im Westen gerade abschließend, Rundbogenfenster, an drei Seiten eingeschossige Holzemporen auf Holzpfeilern, Empore im Osten                                                                       | Bad Brambach            | Raun                  | weitere Bilder  | 50° 15′ 18″ N, 12° 17′ 7″ O  |
| Kapelle Waldfriedhof Auerbach                   | Ortsgeschichtlich von Bedeutung. Verwaltungsgebäude: Eingeschossiger Putzbau mit Walmdach und Zwerchhäuser in komplettem Originalzustand, Aufbahrungshalle: 1920er Jahre | Auerbach/Vogtl.         | Auerbach              | Bild gesucht    | 50° 31′ 11″ N, 12° 24′ 20″ O |
| Kapelle Weischlitz                              | Kleiner Saalbau mit eingezogenem Chor und Dachreiterchen, in landschaftsprägender Hanglage oberhalb des Ortes. Sockel: Diabas-Quadermauerwerk, zweiläufige Treppenanlage, Putzfassade, Rundbogenfenster                                                                      | Weischlitz              | Weischlitz            | weitere Bilder  | 50° 26′ 43″ N, 12° 3′ 17″ O  |
| Georgskapelle von Schloss Voigtsberg            | Alte Ortslage Voigtsberg, auf einem Bergvorsprung nordöstlich der Stadt Oelsnitz, unregelmäßige Baugruppe mit frei stehendem Bergfried. Mehrmals umgebaut. | Oelsnitz/Vogtl.         | Voigtsberg            |                 | 50° 25′ 24″ N, 12° 11′ 3″ O  |
| Stephanuskapelle Mehltheuer                     | Kirchengebäude in Mehltheuer, Neubau am 31. Oktober 1958 geweiht | Rosenbach/Vogtl.        | Mehltheuer            | weitere Bilder  | 50° 32′ 43″ N, 12° 2′ 4″ O   |

## Kirchengebäude
| Artikel                                                 | Beschreibung | Gemeinde                | Ort                 | Bild            | Koordinaten                  |
| ------------------------------------------------------- | --- | ----------------------- | ------------------- | --------------- | ---------------------------- |
| Dorfkirche Brockau                                      | Neuromanische Saalkirche von beachtlicher Größe unter dem Einfluss des Jugendstils 1899/1901, nach Plan von Richard Schleinitz, schlichte Jugendstil-Ausstattung | Netzschkau              | Brockau             | weitere Bilder  | 50° 36′ 25″ N, 12° 12′ 50″ O |
| Dorfkirche Jößnitz                                      | Die Dorfkirche von Jößnitz hat einen mittelalterlichen Kern, wurde jedoch 1755 zum Emporensaal erweitert. Prägend ist der Turm auf quadratischem Grundriss, der sich polygonal fortsetzt und mit Zwiebelhaube und offener Laterne abschließt. | Plauen                  | Jößnitz             | weitere Bilder  | 50° 32′ 49″ N, 12° 8′ 13″ O  |
| Dorfkirche Kloschwitz (Weischlitz)                      | Barocke Saalkirche mit eingezogenem Chor und kräftigem Dachreiter. Verputzter Bruchsteinbau mit eingezogenem Chor und geradem Schlussstein, Westseite mit hohem Dachreiter | Weischlitz              | Kloschwitz          | weitere Bilder  | 50° 28′ 46″ N, 12° 3′ 0″ O   |
| Dorfkirche Landwüst                                     | Barocke Saalkirche mit Westturm, mittelalterlichen Ursprungs, mit Kanzelaltar und Trampeli-Orgel. Mittelalterlicher Ursprung Saal, 1872 umfassend erneuert, Westturm 1756 | Markneukirchen          | Landwüst            | weitere Bilder  | 50° 16′ 4″ N, 12° 20′ 4″ O   |
| Dorfkirche Steinsdorf                                   | Verputzter Bruchsteinbau mit geradem Abschluss, mächtigem quadratischem Westturm, Abschluss mit Haube, Laterne und Zwiebel. Innen: Felderdecke 17. Jh., umlaufende eingeschossige Emporen aus 17. und 18. Jh. | Plauen                  | Steinsdorf (Plauen) | weitere Bilder  | 50° 33′ 44″ N, 12° 7′ 54″ O  |
| Ehemalige Gottesackerkirche Auerbach/Vogtl.             | Saalbau mit vorgelegtem Westturm in barocker Tradition. Längsrechteckiger Saalbau mit Flachdecke und doppelten umlaufenden Emporen, quadratischer Westturm. Profaniert, jetzt Göltzschtalgalerie | Auerbach/Vogtl.         | Auerbach            | weitere Bilder  | 50° 30′ 41″ N, 12° 24′ 4″ O  |
| Ehemalige Hospitalkirche Oelsnitz                       | Flachgedeckte gotische Saalkirche mit Holzemporen sowie eingezogener, rippengewölbter Chor mit 5/8-Schluss, Dachreiter mit Welscher Haube, Chor Ende 15. Jh., Saal 1612/16 | Oelsnitz/Vogtl.         | Oelsnitz            | weitere Bilder  | 50° 24′ 49″ N, 12° 10′ 24″ O |
| Erlöserkirche Plauen                                    | Methodistische Erlöserkirche, gehört zu den wenigen nach 1950 neu errichteten kirchlichen Bauten im Gebiet des Freistaates Sachsen, das Bauensemble im Stil des sogenannten Nationalen Kulturerbes gestaltet | Plauen                  | Plauen              | weitere Bilder  | 50° 30′ 4″ N, 12° 8′ 1″ O    |
| Evangelisch-Methodistische Auferstehungskirche Ellefeld | Methodistische Kirche; schlichter Putzbau mit Bruchsteinsockel, Satteldach mit barockisierendem Dachreiter, in beherrschender Lage über dem Ort (Hanglage), komplett erhaltene Ausstattung | Ellefeld                | Ellefeld            | weitere Bilder  | 50° 29′ 10″ N, 12° 23′ 23″ O |
| Friedenskirche Rodewisch                                | Schlichter Putzbau mit Dachreiter 1908. Saalkirche mit Granitsockel (Bossenquader), traufseitig abgeschleppter, wohnhausähnlicher bescheidener Bau | Rodewisch               | Rodewisch           |                 | 50° 31′ 57″ N, 12° 24′ 38″ O |
| Johanneskirche Mißlareuth                               | Chorturmkirche romanischen Ursprungs, 17. Jahrhundert Emporeneinbau, 1885, 1961/62 und 1972 Restaurierungen | Weischlitz              | Mißlareuth          | weitere Bilder  | 50° 26′ 37″ N, 11° 54′ 22″ O |
| Johanniskirche (Plauen)                                 | Gotische Hallenkirche mit Doppelturmfront, im 19. Jahrhundert neue Ausstattung, Wiederaufbau nach Zerstörung im Zweiten Weltkrieg | Plauen                  | Plauen              | weitere Bilder  | 50° 29′ 35″ N, 12° 8′ 16″ O  |
| Johanniskirche (Röthenbach)                             | Mittelalterliche Saalkirche mit hohem Dachreiter, kunstgeschichtliche und ortshistorische Bedeutung. Kirche: Einschiffige Saalkirche, massiv (Bruchstein), verputzt, halbkreisförmige Apsis, oktogonaler Dachreiter (verschiefert) mit Welscher Haube | Rodewisch               | Röthenbach          | weitere Bilder  | 50° 33′ 42″ N, 12° 25′ 18″ O |
| Johanniskirche Adorf                                    | Kirche: Einfacher Saalbau mit Dachreiter, mit wertvoller Ausstattung unter anderem Reste eines barocken Altars und Grabplatte Triller, älteres Eingangsportal im Stil der Spätgotik (bezeichnet „1498“, von der ehemaligen Kreuzkapelle stammend | Adorf/Vogtl.            | Adorf/Vogtl.        | weitere Bilder  | 50° 19′ 21″ N, 12° 15′ 10″ O |
| Kath. Kirche Voigtsberg                                 | Neuromanischer Putzbau mit asymmetrischer Fassade, seitlicher Turm mit Rhombendach im Anklang an die rheinische Spätromanik, Portal mit Mosaik, erbaut auf dem Terrain einer mittelalterlichen Nikolauskapelle | Oelsnitz/Vogtl.         | Voigtsberg          | Bild gesucht BW | 50° 25′ 15″ N, 12° 10′ 38″ O |
| Kirche Altensalz                                        | Saalbau mit dreiseitigem Ostschluss und Südturm, von ortsgeschichtlicher und baugeschichtlicher Bedeutung. Kirche: verputzter Bruchsteinbau mit dreiseitigem Ostschluss, Strebepfeilern, Rund- und Spitzbogenfenstern und wuchtig hohem Turm über quadratischem Grundriss | Neuensalz               | Altensalz           | weitere Bilder  | 50° 31′ 7″ N, 12° 13′ 11″ O  |
| Kirche Alt-Jocketa                                      | Aufwändiger Neubau aufgrund des Talsperrenbaus, in ortstypischer ländlicher Bauweise, besondere ortshistorische Bedeutung. Bruchsteinsockel, Rundbogenfenster, Innen: Patronatslogen, Kruzifix aus Adorf, Ende 18. Jahrhundert, Taufbecken Mitte 17. Jh. | Pöhl                    | Alt-Jocketa         | Bild gesucht BW | 50° 33′ 30″ N, 12° 11′ 15″ O |
| Kirche Arnoldsgrün                                      | Schlichte barocke Saalkirche mit Südturm in Bruchsteinmauerwerk. Saalkirche, zweigeschossige Emporen, spätgotischer Schnitzaltar, Orgel 1835/36 Christian Gottlob Steinmüller | Schöneck/Vogtland       | Arnoldsgrün         | weitere Bilder  | 50° 24′ 33″ N, 12° 16′ 37″ O |
| Kirche Bad Brambach, Christian-Schüller-Straße          | In der zeitgenössischen Formensprache der 1920er Jahre, Putzfassade | Bad Brambach            | Bad Brambach        | Bild gesucht BW | 50° 13′ 30″ N, 12° 17′ 56″ O |
| Kirche Bösenbrunn                                       | Einfache Saalkirche mit Dachreiter, bemerkenswerter Granitwassertrog (Röhrenkastenbrunnen). Kleine Saalkirche auf rechteckigem Grundriss, Bruchstein, verputzt, Rundbogenfenster, Westfassade | Bösenbrunn              | Bösenbrunn          | Bild gesucht BW | 50° 23′ 46″ N, 12° 5′ 59″ O  |
| Lutherkirche Brunndöbra                                 | Pfarrkirche der Ortschaft Brunndöbra, Saalkirche mit Südwestturm, im Reformstil der Zeit um 1910, Architekt: Fritz Kohl, Plauen. Kirche: massiver Putzbau mit Granitwerkstein | Klingenthal             | Brunndöbra          | weitere Bilder  | 50° 22′ 14″ N, 12° 27′ 56″ O |
| Kirche Dröda                                            | Kirche: unverputzte Bruchsteinfassade mit Bauzier aus roten Klinkern, neogotische Bauformen, Entwurf von Christian Gottfried Schramm (Dresden) nach Brand 1885, einschiffig eingezogener 5/8-Chor mit westlichem Turm, Strebepfeilern, Schieferdeckung | Weischlitz              | Dröda               | weitere Bilder  | 50° 24′ 2″ N, 12° 3′ 45″ O   |
| Kirche Ebersgrün                                        | Saalkirche: barock umgestaltet, 1871 Restaurierung, verputzter Bruchsteinbau mit geradem Chor, Walmdach, auf der Nordseite quadratischer Turm, oktogonaler Aufsatz, Welsche Haube mit Laterne, innen Emporen, Schnitzaltar 2. H. 15. Jh. | Pausa-Mühltroff         | Ebersgrün           | weitere Bilder  | 50° 35′ 33″ N, 12° 1′ 4″ O   |
| Kirche Erlbach                                          | Einfache neuromanische Saalkirche mit Ostturm, im Rundbogenstil des 19. Jahrhunderts. Putzbau mit eingezogenem, geradem Chorabschluss, der Westturm über quadratischem Grundriss, im Obergeschoss oktogonal | Markneukirchen          | Erlbach             | weitere Bilder  | 50° 18′ 48″ N, 12° 22′ 15″ O |
| Kirche Fröbersgrün                                      | Romanische Saalkirche. Bruchstein-Ziegel-Mauerwerk, Kirchenrestaurierungen 1972/73 außen und 1993–1995 innen, Apsis im Osten, hoher Dachreiter (1823) mit Welscher Haube und Laterne | Rosenbach/Vogtl.        | Fröbersgrün         | weitere Bilder  | 50° 34′ 17″ N, 12° 5′ 37″ O  |
| Kirche Geilsdorf                                        | Spätgotische Saalkirche von Ulrich von Sack erbaut, 1696 Turm, 1832–1834 klassizistische Umgestaltung, 1790 Renovierung, 1968/69 Renovierung. Verputzter Bruchsteinbau, 3/8-Chorschluss, Korbbogenfenster, Westturm mit Welscher Haube und Laterne, zweigeschossige Emporen. Orgel von Christian Friedrich Polster 1834, IIP/22.                                                                           | Weischlitz              | Geilsdorf           | weitere Bilder  | 50° 25′ 41″ N, 12° 2′ 8″ O   |
| Kirche Großzöbern                                       | Einfache Chorturmkirche des 16. Jahrhunderts, im historistischen Stil des 19. Jahrhunderts überformt, Kriegerdenkmal als Findling. Kirche: Chorturm aus erste Hälfte 16. Jh. | Weischlitz              | Großzöbern          | weitere Bilder  | 50° 24′ 15″ N, 12° 2′ 12″ O  |
| Kirche Hammerbrücke                                     | Kleine Saalkirche mit polygonalem Chorschluss und quadratischem Westturm, schlichter Bau im Stil der Neogotik, Putzbau mit Satteldach, der Turm mit spitzem Helm, im Bogenfeld des Eingangsportales Psalmtext 26.8, vier rundbogige Farbglasfenster im Chor. | Muldenhammer            | Hammerbrücke        | weitere Bilder  | 50° 26′ 4″ N, 12° 25′ 28″ O  |
| Kirche Irfersgrün                                       | Im Kern barocke Saalkirche mit gerade geschlossenem Chor und Dachreiter. Erbaut anstelle des Vorgängers aus dem 13. Jahrhundert, 1859 Anbauten und Umbauten im Inneren, Woldemar Kandler: Innenerneuerung | Lengenfeld              | Irfersgrün          | weitere Bilder  | 50° 36′ 44″ N, 12° 25′ 35″ O |
| Kirche Kemnitz (Weischlitz)                             | Barocke Saalkirche mit Ostturm, durch Carl Ferdinand von der Heydt 1741 erbaut, Restaurierungen: 1816, 1896 und 1992, verputzter Bruchsteinbau mit östlichem Turm auf quadrat. Grundriss. | Weischlitz              | Kemnitz             | weitere Bilder  | 50° 25′ 57″ N, 11° 58′ 17″ O |
| Kirche Krebes                                           | Saalkirche mit Dachreiter, verputzter Bruchsteinbau mit Krüppelwalmdach, in erhöhter Lage mit ortsbildprägender Wirkung, Grabmal: grob behauener Naturstein mit bronzener Tafel. | Weischlitz              | Krebes              | weitere Bilder  | 50° 25′ 9″ N, 11° 59′ 9″ O   |
| St. Michaelis (Limbach/Vogtland)                        | Saalkirche mit hohem Dachreiter und reicher Ausstattung. Nach Vorgängerbau 1635, 1892 Umbau nach Plänen von Oskar Mothes aus Zwickau, 1996 restauriert, schmiedeeisernes Kirchhofstor | Limbach                 | Limbach             | weitere Bilder  | 50° 35′ 0″ N, 12° 15′ 2″ O   |
| Kirche Marieney                                         | Saalkirche mit Westturm und reicher Ausstattung, neugotischer Ziegelbau, Architekt: Christian Gottfried Schramm, Dresden. 1990–1992 restauriert, Orgelprospekt aus dem Vorgängerbauwerk. | Mühlental               | Marieney            |                 | 50° 22′ 20″ N, 12° 16′ 0″ O  |
| Kirche Neumark                                          | Spätgotische Saalkirche mit wertvoller Ausstattung. 1498 Bau, 1633–65 Neu- bzw. Umbau, 1869 Renovierung, 1996 Außenrenovierung, Gruft: Eingang zur Gruft mit Wappen derer von Römer, Gruft mit Ausstattung | Neumark                 | Neumark             | weitere Bilder  | 50° 39′ 26″ N, 12° 21′ 10″ O |
| St. Michaelis (Pausa)                                   | Putzbau mit gerade geschlossenem Chor, östlich Sakristei, quadratischem Turmunterbau mit Welscher Haube, Fassaden einheitlich klassizistisch mit Risaliten und Dreiecksgiebeln, bildet Ensemble mit ehem. Amtsgericht. | Pausa-Mühltroff         | Pausa               | weitere Bilder  | 50° 34′ 49″ N, 11° 59′ 38″ O |
| Kirche Planschwitz                                      | Saalkirche mit verschiefertem Dachreiter, barocke Haube, Rundbogenfenster, Vorhalle in Fachwerk, Einfriedung: hohe Bruchsteinmauer. | Oelsnitz/Vogtl.         | Planschwitz         | Bild gesucht BW | 50° 25′ 16″ N, 12° 6′ 0″ O   |
| Kirche Plohn                                            | Schlichte neogotische Saalkirche mit dreiseitigem Ostabschluss, eingestellter Turm auf quadratischem Grundriss, barocke Grabmale. Schnitzaltar, Schusterorgel, zwei Grabmale aus barocker Zeit | Lengenfeld              | Plohn               | weitere Bilder  | 50° 34′ 13″ N, 12° 24′ 12″ O |
| Kirche Posseck                                          | Schlichte Saalkirche mit Westturm, Bruchstein, verputzt, gerader Chorschluss, hoher Westturm mit Eingangsportal (geohrtes Granitgewände), quadratischer Turm mit oktogonalem Schluss. | Triebel                 | Posseck             | weitere Bilder  | 50° 20′ 1″ N, 12° 4′ 31″ O   |
| Kirche Ranspach                                         | Im Kern mittelalterliche Chorturmkirche, barock überformt, mittelalterlicher Saal, 1788 Umbau zur Chorturmkirche, Bruchsteinmauerwerk verputzt, teilweise Haustein, Chor eingezogen und gerade geschlossen, Turm quadratischer Grundriss, oktogonaler Aufsatz, Welsche Haube, Laterne, zweigeschossige Emporen, Chor mit mittelalterlicher Wandmalerei, Orgel 1882 Hildebrand, Ausstattung 18. Jahrhundert | Pausa-Mühltroff         | Ranspach            | weitere Bilder  | 50° 33′ 49″ N, 11° 58′ 27″ O |
| Kirche Rautenkranz                                      | Alte Ortslage Rautenkranz, einfache Saalkirche im Rundbogenstil des 19. Jahrhunderts, künstlerisch bedeutsamer Innenraum, städtebaulich dominant, ortsgeschichtlich relevant. Einfache Saalkirche, erbaut 1838–42, Putzbau mit geradem Abschluss | Muldenhammer            | Rautenkranz         | weitere Bilder  | 50° 27′ 36″ N, 12° 29′ 24″ O |
| Kirche Reichenbach                                      | Im Kern eine barocke Friedhofskirche, baugeschichtlich, ortsgeschichtlich, künstlerisch und ortsbildprägend von Bedeutung. Einschiffig, flachgedeckter Bau mit dreiseitigem Ostabschluss und Strebepfeilern, West-Turm, Schnitzaltar aus Waldkirchen | Reichenbach im Vogtland | Reichenbach         | Bild gesucht BW | 50° 37′ 20″ N, 12° 18′ 14″ O |
| Kirche Reuth                                            | Kirchengebäude in Reuth (Weischlitz). Kleine Saalkirche mit Dachreiter, im Rundbogenstil des 19. Jahrhunderts. Nach Abbruch einer romanischen Wehrkirche des 12. Jahrhunderts Neubau 1864 | Weischlitz              | Reuth               | weitere Bilder  | 50° 28′ 9″ N, 11° 57′ 30″ O  |
| Kirche Rodersdorf                                       | Barocke Saalkirche mit polygonalem eingezogenem Chor und Dachreiter, verputzter Bruchsteinbau mit Strebepfeiler, polygonaler eingezogener Chor, Dachreiter von 1675 mit Welscher Haube und Laterne | Weischlitz              | Rodersdorf          | weitere Bilder  | 50° 28′ 17″ N, 12° 1′ 21″ O  |
| Kirche Rothenkirchen                                    | Schlichte barocke Saalkirche mit turmähnlichem Dachreiter. Einfriedungsmauer: Unverputzte Bruchsteinmauer, Erbbegräbnis Schubert: (Polierter Granit) mit Einfriedung 1900 | Steinberg               | Rothenkirchen       | weitere Bilder  | 50° 32′ 36″ N, 12° 30′ 21″ O |
| Kirche Ruppertsgrün                                     | Baugeschichtliche und ortsgeschichtliche Bedeutung. Wertvolle Ausstattung: Patronatsloge, Orgelempore, Altar und Kanzel. | Pöhl                    | Ruppertsgrün        | weitere Bilder  | 50° 34′ 35″ N, 12° 10′ 50″ O |
| Kirche Schnarrtanne                                     | Schlichter Putzbau mit Dachreiter, im Heimatstilg. Kirchsaal mit komplett erhaltener Ausstattung: Gestühl, qualitätvolle originale Farbverglasung hinter dem Altar mit Stiftungsinschrift | Auerbach/Vogtl.         | Schnarrtanne        | Bild gesucht BW | 50° 30′ 22″ N, 12° 27′ 36″ O |
| Kirche Schönberg (Bad Brambach)                         | Saalkirche mit Südturm, im Reform- und Heimatstil der Zeit um 1910, Architekt: Julius Zeißig, Leipzig, 1707 (Altar); 1707 (Kanzel); 1485–1669 (zahlreiche Grabdenkmäler). | Bad Brambach            | Schönberg           | weitere Bilder  | 50° 10′ 56″ N, 12° 18′ 21″ O |
| Kirche Schwand                                          | Saalbau mit Dachreiter, im Rundbogenstil des 19. Jahrhunderts, im Kern älter. Romanische Wehrkirche 12. Jahrhundert, Chor 2. Hälfte 15. Jahrhundert, Erneuerung des Saales 1869, Restaurierungen | Weischlitz              | Schwand             | weitere Bilder  | 50° 26′ 3″ N, 12° 0′ 33″ O   |
| Kirche Steindöbra                                       | Pfarrkirche von Untersachsenberg-Georgenthal in der Ortschaft Steindöbra, historistische Saalkirche im Rundbogenstil des 19. Jahrhunderts. Kirche: Langrechteckiger Putzbau mit 5/8-Chorschluss | Klingenthal             | Steindöbra          | Bild gesucht BW | 50° 22′ 55″ N, 12° 28′ 53″ O |
| Kirche Straßberg                                        | Nachgotische Saalkirche, im Jahr 1576 errichtet; unverputzter, weithin sichtbarer Bruchsteinbau, beachtliche historische Orgel 1802/04 | Plauen                  | Straßberg           | weitere Bilder  | 50° 28′ 33″ N, 12° 5′ 11″ O  |
| Kirche Taltitz                                          | Barocke Saalkirche mit Südwestturm, im Kern mittelalterlich. Kirche: einschiffig, dreiseitig geschlossener Chor, Turm mit oktogonalem Glockengeschoss, barocker Haube und Laterne, Bruchsteinmauer | Oelsnitz/Vogtl.         | Taltitz             | weitere Bilder  | 50° 26′ 16″ N, 12° 7′ 6″ O   |
| Kirche Tannenbergsthal                                  | Saalkirche mit Südturm, im Reform- und Heimatstil, Architekt: Arno Eugen Fritsche, Elberfeld, ortsgeschichtlich, städtebaulich und künstlerisch bedeutsam. Gut erhaltener wohl proportionierter Kirchenbau in der Formensprache der Neuromanik | Muldenhammer            | Tannenbergsthal     | weitere Bilder  | 50° 26′ 22″ N, 12° 27′ 41″ O |
| Kirche Thossen                                          | Im Kern romanisch, im 18. Jahrhundert neu ausgestattet und überarbeitet | Reuth                   | Thossen             | weitere Bilder  | 50° 28′ 16″ N, 12° 0′ 6″ O   |
| Kirche Tirpersdorf                                      | Schlichter einschiffiger Emporensaal mit eingezogenem polygonalem Chor und Dachreiter, ehemals Wallfahrtsort, verputzter Bruchsteinbau über fast quadratischem Grundriss, Säulenaltar, Kanzel. | Tirpersdorf             | Tirpersdorf         | weitere Bilder  | 50° 26′ 8″ N, 12° 15′ 20″ O  |
| Kirche Unterwürschnitz                                  | Im Kern romanische Chorturmkirche, baugeschichtlich, ortsgeschichtlich und ortsbildprägend von Bedeutung. Romanischer Chorturmbau im Kern erhalten, um 1350 Chorraum (Spitztonne), um 1750 Saalbau (flach gedeckt, Emporen), Ausstattung: Altar | Mühlental               | Unterwürschnitz     |                 | 50° 22′ 33″ N, 12° 13′ 15″ O |
| Kirche Waldkirchen                                      | Saalkirche, ortshistorische und architekturhistorische Bedeutung. Mauer: Bruchstein/Granitquader unverputzt verfugt, schmiedeeisernes Gitter. | Lengenfeld              | Waldkirchen         | weitere Bilder  | 50° 36′ 4″ N, 12° 22′ 49″ O  |
| Kirche Zum Heiligen Kreuz (Auerbach)                    | Neobarocker Saalbau 1910/12 mit weitgehend erhaltener originaler Ausstattung (unter anderem Altäre, Gestühl, Beichtstuhl, Orgelempore mit Orgelprospekt, Windfang), unter der Kirche Gemeindesaal; Turm mit welscher Haube | Auerbach/Vogtl.         | Auerbach            | weitere Bilder  | 50° 30′ 19″ N, 12° 24′ 10″ O |
| Kirche Zwota                                            | Saalkirche mit eingezogenem polygonalem Chor und Westturm, im Rundbogenstil des 19. Jahrhunderts, von ortsgeschichtlichem Wert. Einfache neuromanische Saalkirche anstelle einer ehemaligen Kapelle des Hammerwerkes, Putzbau mit 5/8-Chorschluss | Klingenthal             | Zwota               | Bild gesucht BW | 50° 21′ 17″ N, 12° 25′ 52″ O |
| Kreuzkirche (Schöneck/Vogtl.)                           | Kirchengebäude der methodistischen Kirche in Schöneck/Vogtl. | Schöneck/Vogtland       | Schöneck            | weitere Bilder  | 50° 23′ 32″ N, 12° 19′ 47″ O |
| Kreuzkirche Wildenau                                    | Markanter Sakralbau in neogotischen Formen mit Südturm. Einfriedung (Mauer) mit schmiedeeisernem Gitter, Grabmal: Erbbegräbnis Familie Wolf Wandstelle mit Einfriedung | Steinberg               | Wildenau            | weitere Bilder  | 50° 33′ 20″ N, 12° 27′ 0″ O  |
| Laurentiuskirche (Elsterberg)                           | Stadtbildprägender Bau von hoher architektonischer Qualität, im Rundbogenstil des 19. Jahrhunderts, mit klassizistischen Einflüssen. Putzbau mit geradem Chorschluss und Apsis, Ecklisenen, Rundbogenfenster, Westturm | Elsterberg              | Elsterberg          | weitere Bilder  | 50° 36′ 30″ N, 12° 10′ 11″ O |
| Lutherkirche (Ellefeld)                                 | Kirche mit umgebender Grünanlage; Pfarrkirche auf freiem Platz in beherrschender Lage am Hang, von gewichtiger, ortsbildprägender Bedeutung, schlichter Putzbau mit gedrungenem Ostturm, mit Portikus sowie apsidialem Westabschluss | Ellefeld                | Ellefeld            | weitere Bilder  | 50° 29′ 7″ N, 12° 23′ 13″ O  |
| Lutherkirche (Plauen)                                   | Eine der ältesten barocken Zentralkirchen, 1693–1722 erbaut, beachtlicher spätgotischer Altar | Plauen                  | Plauen              | weitere Bilder  | 50° 29′ 44″ N, 12° 8′ 2″ O   |
| Maria-Magdalena-Kirche Theuma                           | Vielgliedrige mittelalterliche Saalkirche mit Westturm, barock überformt, künstlerisch wertvoller Sakralbau mit sehr gut erhaltener barocker Ausmalung im Inneren sowie bildhauerisch bedeutende Grabsteine an der Westfassade | Theuma                  | Theuma              | weitere Bilder  | 50° 28′ 20″ N, 12° 13′ 16″ O |
| Marienkirche Wohlbach                                   | Romanische Saalkirche mit hohem Dachreiter und ausgeschiedenem polygonalem Chor, barocke Ausstattung. Verputztes Bruchsteinmauerwerk, Barockaltar 1687/1688 von Georg Spengler | Mühlental               | Wohlbach            | weitere Bilder  | 50° 21′ 16″ N, 12° 18′ 35″ O |
| Markuskirche (Plauen)                                   | Stattlicher neuromanischer Zentralbau, der 1911–13 nach Entwürfen von Heinrich Adam (Berlin) als Mitte des neuen Stadtteils Haselbrunn errichtet wurde. Der verputzte Sandsteinbau mit Tuffstein-Ziergliedern besteht innen aus einem Zentralraum, der durch einen Triumphbogen vom Chor getrennt ist. | Plauen                  | Haselbrunn          | weitere Bilder  | 50° 30′ 50″ N, 12° 7′ 43″ O  |
| Martin-Luther-Kirche (Rützengrün)                       | Saalbau mit Apsis und wuchtigem Westturm, im Heimatstil, Architekt: Johannes Höra, Bad Elster. Einschiffiger Saalbau, verputzt, Granitsockel (Bossenquader), traufseitig vier Rundbogenfenster, Bleiglasfenster | Rodewisch               | Rützengrün          | weitere Bilder  | 50° 31′ 19″ N, 12° 25′ 36″ O |
| Michaeliskirche (Adorf)                                 | Zentralbau mit Westturm, mit kompletter, qualitätvoller Innenausstattung der Bauzeit, stilistisch zwischen Neobarock und Jugendstil, Architekt: Alfred Müller, Leipzig, im Innern Sandsteinrelief (1511) aus dem Vorgängerbau und Stadtwappen (1572) | Adorf/Vogtl.            | Adorf               | weitere Bilder  | 50° 19′ 16″ N, 12° 15′ 23″ O |
| Michaeliskirche (Pausa-Mühltroff)                       | Kirchengebäude in Langenbach. Einfache Chorturmkirche mit Schieferdeckung (wohl Mitte 15. Jahrhundert) mit Apsis, baugeschichtlich, ortsgeschichtlich und ortsbildprägend von Bedeutung. | Pausa-Mühltroff         | Langenbach          | Weitere Bilder  | 50° 32′ 0″ N, 11° 53′ 43″ O  |
| Nicolaikirche Bergen (Vogtland)                         | Saalkirche: Massiv, verputzt, Südturm auf quadratischem Grundriss, Turmaufbau mit geschweifter Haube und geschweiften Zwerchgiebeln (von 1900) mit Jugendstilgestaltung, florale Giebelbekrönung, Satteldach, profilierte Steintraufe, in den Ecken Wasserspeier, Turmuhren, Laterne, Turmspitze mit Kreuz                                                                                                 | Bergen                  | Bergen              | weitere Bilder  | 50° 28′ 16″ N, 12° 16′ 32″ O |
| Pauluskirche (Plauen)                                   | Neubau 1895 nach Entwurf von Georg Weidenbach als kreuzförmiger neugotischer Ziegelbau mit Werksteingliederungen und hohem Westturm, dieser nach Kriegszerstörung reduziert wiederaufgebaut | Plauen                  | Plauen              | weitere Bilder  | 50° 30′ 9″ N, 12° 8′ 23″ O   |
| Pfarrkirche Herz Jesu (Plauen)                          | Kath. Kirche, neuromanische dreischiffige Basilika 1901/02 von Julius Zeißig | Plauen                  | Dobenau             | weitere Bilder  | 50° 29′ 50″ N, 12° 7′ 33″ O  |
| Rundkirche Zum Friedefürsten                            | Neubau 1736 als barocker Zentralbau, mehrfache Innenerneuerung bis in die Neuzeit | Klingenthal             | Klingenthal         | weitere Bilder  | 50° 21′ 28″ N, 12° 28′ 1″ O  |
| Salvatorkirche (Kürbitz)                                | Kirchengebäude in Kürbitz. Barocke gotisierende dreischiffige Hallenkirche mit eingezogenem polygonalem Chor im Norden und mächtigem Südturm, im Innern überaus prachtvolle Ausstattung, einer der bedeutendsten sächsischen Sakralbauten des 17. Jh. | Weischlitz              | Kürbitz             | weitere Bildet  | 50° 27′ 44″ N, 12° 4′ 26″ O  |
| Schlosskirche Mühltroff                                 | Schlichte klassizistische Saalkirche zu Schloss Mühltroff (im Kerm 1588, 1817 umgebaut) mit gerade geschlossenem Chor, Sakristei an Ostseite, an Südseite Turm über quadratischem Grundriss mit Pyramidendach, Inneres mit klassizistischer Ausstattung, zweigeschossige Emporen an Nord- und Südseite | Pausa-Mühltroff         | Mühltroff           | weitere Bilder  | 50° 32′ 24″ N, 11° 55′ 49″ O |
| Schlosskirche Netzschkau                                | Klassizistische Saalkirche 1840 geweiht | Netzschkau              | Netzschkau          | weitere Bilder  | 50° 36′ 53″ N, 12° 14′ 51″ O |
| St. Aegidius (Lengenfeld)                               | In erhöhter Lage vor gestaltetem Platz, Emporenkirche mit Westturm, eine der bemerkenswertesten Kirchenbauten im Rundbogenstil des 19. Jahrhunderts. | Lengenfeld              | Lengenfeld          | weitere Bilder  | 50° 34′ 8″ N, 12° 21′ 46″ O  |
| St. Ägidius (Sachsgrün)                                 | Kirchengebäude in Sachsgrün. Einfache Saalkirche mit Westturm. Saalkirche, verputzter Bruchsteinbau, einschiffig, Korbbogenfenster, am Chor geohrtes Granitgewände | Triebel                 | Sachsgrün           | weitere Bilder  | 50° 20′ 42″ N, 12° 1′ 46″ O  |
| St. Anna (Syrau)                                        | Barocke Saalkirche, Bruchstein verputzt, Anlage von ortsgeschichtlicher und ortsbildprägender Bedeutung. Strebepfeiler, gerader geschlossener eingezogener Chor nach Norden, Westseite Turm: quadratisch mit achteckigem Aufsatz, Welscher Haube und Laterne | Rosenbach/Vogtl.        | Syrau               | weitere Bilder  | 50° 32′ 39″ N, 12° 4′ 34″ O  |
| St. Bartholomäus (Treuen)                               | Kirchengebäude in Treuen. Große Saalkirche mit Ostturm, klassizistischer Putzbau. Großer Saalbau mit dreigeschossigen Emporen, im Nordosten älterer Turm, im EG Spitztonnengewölbe | Treuen                  | Treuen              | weitere Bilder  | 50° 32′ 21″ N, 12° 18′ 32″ O |
| St. Elisabeth (Bad Elster)                              | Saalbau mit Ostturm, im Reform- und Heimatstil der Zeit um 1910, mit neobarocken Stilanleihen. | Bad Elster              | Bad Elster          | weitere Bilder  | 50° 16′ 38″ N, 12° 14′ 30″ O |
| St. Georg (Schöneck/Vogtl.)                             | Saalkirche im Rundbogenstil, im 19. Jh. unter Verwendung von Teilen des Vorgängers aus dem 17. Jh. erbaut. Restaurierungen 1890 (außen), 1958/59, 1986/87. Feld- und Bruchsteinbau mit geradem Ostabschluss, Rundbogenfenster und Strebepfeiler, die Westfassade als Schauseite ausgebildet | Schöneck/Vogtland       | Schöneck            | weitere Bilder) | 50° 23′ 28″ N, 12° 19′ 41″ O |
| St. Jakobi (Oelsnitz)                                   | Spätgotische Hallenkirche mit stadtbildbeherrschendem, neogotischen Turmpaar sowie kompletter originaler Ausstattung (19. Jahrhundert und älter) | Oelsnitz/Vogtl.         | Oelsnitz            | weitere Bilder  | 50° 24′ 53″ N, 12° 10′ 9″ O  |
| St. Joseph (Adorf)                                      | Repräsentativer Putzbau mit Treppengiebel und Dachreiter, im Stil des Historismus, typische Diaspora-Kirche. Zweigeschossiger Bruchsteinsockel, gotisierende Formen | Adorf/Vogtl.            | Adorf               | weitere Bilder  | 50° 19′ 2″ N, 12° 15′ 19″ O  |
| St. Katharinenkirche (Werda)                            | Barocke Saalkirche mit Ostturm, im Kern mittelalterlich, von baugeschichtlicher und ortshistorischer Bedeutung. Verputzter Bruchsteinbau auf rechteckigem Grundriss, an der Westseite dreiseitig geschlossen, im Inneren flachgedeckt | Werda                   | Werda               | weitere Bilder  | 50° 26′ 21″ N, 12° 18′ 13″ O |
| St. Laurentius (Auerbach)                               | Schlichter Putzbau in freier Platzlage, mit östlichem Chorturm und westlicher Eingangsfassade sowie Freitreppe zum Altmarkt, von gewichtiger stadtbildprägender Bedeutung, im Rundbogenstil des 19. Jahrhunderts, Innenraum mit einer der frühesten Jehmlich-Orgeln (1840) | Auerbach/Vogtl.         | Auerbach            | weitere Bilder  | 50° 30′ 34″ N, 12° 24′ 5″ O  |
| St. Marien (Leubnitz)                                   | Kirchengebäude in Leubnitz. Spätgotische Saalkirche mit kräftigem Turm. Verputzter Bruchsteinbau, spätgotische Saalkirche, Umbauten 1764, andere Daten Restaurierungen, Dreiachtel-Chor, | Rosenbach/Vogtl.        | Leubnitz            | weitere Bilder  | 50° 30′ 48″ N, 12° 1′ 7″ O   |
| St. Marien (Reichenbach im Vogtland)                    | Im Stil zwischen Neuer Sachlichkeit und Neogotik, baugeschichtlich und künstlerisch von Bedeutung. Grundsteinlegung: 24. April 1927, Weihe: 13. August 1927, zeitgleiche Ausstattung: farbige Fenster, Bänke, bildkünstlerische Werke, Farbglasfenster | Reichenbach im Vogtland | Reichenbach         | weitere Bilder  | 50° 37′ 15″ N, 12° 18′ 3″ O  |
| St. Michael (Bad Brambach)                              | Sakralbau im Rundbogenstil des 19. Jahrhunderts. Saalkirche, Putzfassade, auf älteren Grundmauern als Neubau, Westturm, 1866 und 1957 Innenrestaurierung, Orgel: Thümmler, zwei Grabplatten | Bad Brambach            | Bad Brambach        | weitere Bilder  | 50° 13′ 28″ N, 12° 18′ 48″ O |
| St. Michaelis (Wiedersberg)                             | Auf den alten Grundmauern erbaute barocke Saalkirche, an nördlicher und südlicher Chorseite querhausähnliche Kreuzarme (Walmdach), gerader Chorabschluss, langgestreckter rechteckiger Grundriss, Rundbogenfenster, Lisenengliederung, 1909 Westturm durch Brand zerstört, neobarock wieder aufgebaut mit oktogonalem Glockengeschoss und geschwungener Haube                                              | Triebel                 | Wiedersberg         | weitere Bilder  | 50° 21′ 49″ N, 11° 59′ 58″ O |
| St. Nicolai (Markneukirchen)                            | Repräsentativer Sakralbau, Saalkirche mit drei Apsiden und Westturm, im Rundbogenstil des 19. Jahrhunderts. Putzbau, achteckiger Turm mit oktogonalem Abschluss, Innenraumausmalung | Markneukirchen          | Markneukirchen      | weitere Bilder  | 50° 18′ 43″ N, 12° 19′ 40″ O |
| St. Nikolaus (Rodau)                                    | Unter anderem baugeschichtliche Bedeutung. Anstelle des Vorgängerbaues 1810 klassizistischer Bau aus verputztem Bruchstein, Saalkirche, flachgedeckt mit zweigeschossigen Emporen, Dreiachtel-Schluss im Westen, im Osten gerade geschlossen | Rosenbach/Vogtl.        | Rodau               | weitere Bilder  | 50° 30′ 19″ N, 11° 59′ 26″ O |
| St. Peter und Paul (Reichenbach)                        | Schlichter Barockbau, unter Benutzung älterer Reste, 1906 im Reformstil erneuert, im Innern Silbermann-Orgel (stark überarbeitet), großer Kanzelaltar | Reichenbach im Vogtland | Reichenbach         | weitere Bilder  | 50° 37′ 7″ N, 12° 18′ 16″ O  |
| St. Trinitatis (Bad Elster)                             | evangelische Saalkirche mit polygonalem Chor und Westturm, Bruchsteinbau im neogotischen Stil, wertvolle Ausstattung (unter anderem zwei spätgotische Schnitzfiguren). | Bad Elster              | Bad Elster          | weitere Bilder  | 50° 16′ 52″ N, 12° 14′ 12″ O |
| St.-Katharinen-Kirche (Eichigt)                         | Aus einer früheren romanischen Wehrkirche hervorgegangen, gotische Saalkirche mit Dachreiter, wertvolles kunstgeschichtliches und bauhistorisches Denkmal. Kirche: Verputzter Bruchsteinbau, Obergeschoss | Eichigt                 | Eichigt             | weitere Bilder  | 50° 20′ 59″ N, 12° 10′ 27″ O |
| St.-Margareten-Kirche (Bobenneukirchen)                 | Kirchengebäude in Bobenneukirchen. Barocke Saalkirche mit polygonalem Chorschluss und Südturm, 1706–1707 (Kirche); 1737 (Kirchturm); 1906 (Deckenmalerei); 1737 (Chorgestühl); Kirche: Verputzt, Bruchstein, südwestlicher Kirchturm auf quadratischem Grundriss | Bösenbrunn              | Bobenneukirchen     | weitere Bilder  | 50° 22′ 39″ N, 12° 3′ 40″ O  |
| St.-Petri-Kirche Rodewisch                              | Barocke Saalkirche mit Ostturm, im historistischen Stil überformt, verputzter Bruchsteinbau mit geradem Ostabschluss, Strebepfeiler, eingestellter Ostturm auf quadratischem Grundriss, oktogonales Glockengeschoss mit Rundbogenfenster, Uhr, welscher Haube, Laterne, Kupferhaube | Rodewisch               | Rodewisch           | weitere Bilder  | 50° 31′ 49″ N, 12° 24′ 24″ O |
| Stadtkirche Mylau                                       | Neogotischer Backsteinbau, mit älteren Ausstattungsstücken. Mit originaler Innenausstattung: Silbermannorgel (1731), Gedenkstein für Pfarrer Heubner, Epitaph | Reichenbach im Vogtland | Mylau               | weitere Bilder  | 50° 37′ 12″ N, 12° 15′ 53″ O |
| Stadtkirche Zum Heiligen Kreuz (Falkenstein/Vogtl.)     | Kirchengebäude in Falkenstein/Vogtl. Repräsentativer neogotischer Saalbau, mit eingezogenem Chor, Querhaus und Westturm, Architekt: Christian Friedrich Arnold, Dresden. | Falkenstein/Vogtl.      | Falkenstein/Vogtl.  | weitere Bilder  | 50° 28′ 36″ N, 12° 22′ 18″ O |
| Stephanuskirche (Oberlosa)                              | 1782–1786 anstelle einer älteren Kirche erbaut und in den Jahren 1843 und 1933 restauriert. Putzbau mit einem schiefergedeckten Walmdach. Der Chorturm über quadratischem Grundriss mit abgerundeten Kanten, Abschluss durch achtseitige Haube mit Laterne | Plauen                  | Oberlosa            | weitere Bilder  | 50° 27′ 36″ N, 12° 9′ 40″ O  |
| Versöhnungskirche Chrieschwitz                          | Neubau 1992–1994 nach Plan von Christian Schaufel, Grundriss in Form einer Hand, Glasgemälde von Johannes Schreiter | Plauen                  | Chrieschwitz        | weitere Bilder  | 50° 29′ 54″ N, 12° 10′ 12″ O |
| Verwaltungsgebäude, heute Kirche Reichenbach            | Viergeschossig, repräsentatives Gebäude, vermutlich Stahlskelettbau. | Reichenbach im Vogtland | Reichenbach         | Bild gesucht    | 50° 37′ 17″ N, 12° 18′ 8″ O  |
| Wallfahrtskirchenruine 1 Burgstein                      | Östlich Saalkirche: Östlich Saalkirche 1485/86, Bruchsteinbau mit dreiseitig geschlossenem Chor, Südwestlich zweiter Bau: ehemaliger Turm mit gewölbtem Saal 1475/76 | Weischlitz              | Burgstein           | weitere Bilder  | 50° 25′ 4″ N, 11° 59′ 57″ O  |
| Wallfahrtskirchenruine 2 Burgstein                      | Ehemals bedeutendes religiöses Zentrum in der Region auf dem Burgstein. Östlich Saalkirche 1485/86, Bruchsteinbau mit eingezogenem dreiteilig geschlossenem Chor, Strebepfeiler, Südwestlich zweiter Bau: ehemaliger Turm mit gewölbtem Saal 1475/76 | Weischlitz              | Burgstein           |                 | 50° 25′ 8″ N, 11° 59′ 54″ O  |
| Wehrkirche Thierbach                                    | Kirche: Saalkirche, Chor und Querriegel noch 14. Jahrhundert, Saal vermutlich 1598, im 18. Jahrhundert barocke Umgestaltung, 1950 Restaurierung: verputzter Bruchsteinbau, eingezogener Chor gerade geschlossen | Pausa-Mühltroff         | Thierbach           | weitere Bilder  | 50° 34′ 49″ N, 11° 56′ 49″ O |
| Wehrkirche Triebel                                      | Auf einer Anhöhe gelegene spätgotische Kirche, Ruine seit 1988 nach allmählichem Verfall und Einsturz, Wiederaufbau bis 2018, Kirche: einschiffig, verputzt, Bruchstein (bis zur zweiten Empore erhalten), Chor mit Dreiachtelschluss und Spitzbogenfenstern | Triebel                 | Triebel             | weitere Bilder  | 50° 22′ 6″ N, 12° 7′ 13″ O   |

## Kloster
| Artikel                      | Beschreibung                                  | Gemeinde | Ort    | Bild | Koordinaten                 |
| ---------------------------- | --------------------------------------------- | -------- | ------ | ---- | --------------------------- |
| Deutschordenskommende Plauen | ehem. Kloster des Deutschen Ordens in Plauen  | Plauen   | Plauen |      | 50° 29′ 35″ N, 12° 8′ 16″ O |
| Dominikanerkloster Plauen    | ehem. Kloster des Dominikanerordens in Plauen | Plauen   | Plauen |      | 50° 29′ 28″ N, 12° 8′ 5″ O  |

## Pfarrhäuser
| Artikel                                                             | Beschreibung | Gemeinde                | Ort             | Bild            | Koordinaten                  |
| ------------------------------------------------------------------- | --- | ----------------------- | --------------- | --------------- | ---------------------------- |
| Bethaus Wernesgrün                                                  | Zweigeschossiges Bethaus mit Dachreiter, verschiefertem Giebel und angebautem Kirchturm, geschlossenes Ensemble im Ortskern mit städtebaulicher, ortsbildprägender und ortsgeschichtlicher Bedeutung. Pfarrhaus: Massiv, Granitgewände und -portal               | Steinberg               | Wernesgrün      | Bild gesucht BW | 50° 31′ 45″ N, 12° 28′ 15″ O |
| Eh. Gasthaus Bergkeller, jetzt Pfarrhaus, Robert-Schumann-Straße 22 | Ehemaliges Restaurantgebäude, heute Pfarrhaus; straßenbildprägender Putzbau mit rotem Klinkersockel, repräsentative Eckgestaltung mit Erker und malerischem Dachbereich mit Fachwerk-Giebel, 1904–1919 Restaurant                                                | Ellefeld                | Ellefeld        | Bild gesucht    | 50° 29′ 1″ N, 12° 22′ 55″ O  |
| Ehemaliges Kirchenforstamt Schloßstraße 1                           | Schlichter Putzbau, Walmdach mit kleinen Gauben, weitgehend unveränderter Bau im Ensemble mit Pfarrhaus, in markanter Straßenlage, ortshistorische Bedeutung. Steht auf den Fundamenten des ursprünglichen Pfarrhauses (Brand vor 1834), Reste erhalten          | Weischlitz              | Geilsdorf       | Bild gesucht    | 50° 25′ 39″ N, 12° 2′ 10″ O  |
| Ehemaliges Pfarrhaus Auerbach                                       | Vereinfachend überformter Putzbau mit zum Teil gewölbtem Erdgeschoss von wissenschaftlichem Wert, als eines der sogenannten Geistlichen-Häuser am Kirchplatz auch von stadtgeschichtlicher Bedeutung. Im Kern 18. Jahrhundert (Kellergewölbe, Räume)             | Auerbach/Vogtl.         | Auerbach        | Bild gesucht    | 50° 30′ 34″ N, 12° 24′ 6″ O  |
| Ehemaliges Pfarrhaus Mühltroff                                      | Geschmückter Putzbau mit Holzveranda, bau- und ortsgeschichtliche Bedeutung. Zweigeschossiger Putzbau, florale Putzstuckornamentik, Krüppelwalmdach, Zwerchhaus mit Schwebegiebel, verziert, Hausmitte risalitartig vorspringend mit Veranda                     | Pausa-Mühltroff         | Mühltroff       | Bild gesucht    | 50° 32′ 28″ N, 11° 55′ 47″ O |
| Kantorat Neumark (Vogtl.)                                           | Seit dem 16. Jh. ehemaliges Schulhaus von Neumark, zwei Geschosse, sechs Achsen (Putzfassade), Obergeschoss Fachwerk, Krüppelwalmdach, altdeutsche Schieferdeckung, zwei Achsen über dem Torbogen, tonnengewölbt.                                                | Neumark (Vogtl.)        | Neumark         | Bild gesucht    | 50° 39′ 25″ N, 12° 21′ 11″ O |
| Kantorat Rodersdorf                                                 | Schlichter Putzbau mit Krüppelwalmdach, bildet mit Kirche ein Ensemble von ortshistorischer und dorfbildprägender Bedeutung. Zwei Geschosse, Putzfassade, Krüppelwalmdach, Sockel Bruchstein (unverputzt), einfache Putzfaschen, Fenster teilweise erneuert      | Weischlitz              | Rodersdorf      | Bild gesucht    | 50° 28′ 17″ N, 12° 1′ 21″ O  |
| Kantorat Treuen                                                     | Putzfassade mit schlichtem Portal, ortshistorisch bedeutsames Gebäude von hohem städtebaulichem Wert. Zweigeschossiger massiver Putzbau, Türportal aus Erbauungszeit, zum Teil noch Kreuzstockfenster                                                            | Treuen                  | Treuen          | Bild gesucht    | 50° 32′ 19″ N, 12° 18′ 30″ O |
| Kirche mit Pfarrhaus Markneukirchen                                 | Putzbau mit Dachreiter, noch im Sinne des Reformstils der Zeit um 1910, von baugeschichtlichem und städtebaulichem Wert. | Markneukirchen          | Markneukirchen  | Bild gesucht    | 50° 18′ 37″ N, 12° 20′ 27″ O |
| Kirche und Pfarrhaus Klingenthal                                    | Kirche neogotische Basilika mit Westturm, Pfarrhaus historisierender Klinkerbau, städtebauliche und landschaftsprägende Bedeutung, bilden harmonische Einheit aus der Erbauungszeit. Katholische Kirche „Maria Mariä Rosenkranz“: Backsteinbau                   | Klingenthal             | Klingenthal     | Bild gesucht    | 50° 21′ 31″ N, 12° 28′ 18″ O |
| Pfarr- und Gemeindehaus Hl. Kreuz (Auerbach)                        | Putzbau in Barock- und Jugendstilformen 1910/12, wirkungsvoll gegliederte, ausgezeichnet disponierte, stadtbildprägende Baugruppe aus Kirche, Turm, Pfarr- und Gemeindehaus (kath.)                                                                              | Auerbach/Vogtl.         | Auerbach        |                 | 50° 30′ 19″ N, 12° 24′ 9″ O  |
| Pfarrhaus Bergen (Vogtl.)                                           | Pfarrhaus: aufwändig gegliederter Bau, historistische Ziegelfassade, bildet Ensemble mit Kirche, 1888 | Bergen (Vogtland)       | Bergen          | Bild gesucht    | 50° 28′ 17″ N, 12° 16′ 32″ O |
| Pfarrhaus Bobenneukirchen                                           | Pfarrhaus, Putzbau mit repräsentativem Portal mit Halbsäulen, ortshistorische Bedeutung, bildet Ensemble mit Kirche. Pfarrhaus: Zweigeschossig, mit Kellersockel, massiv, verputzt, Fensterfaschen, profilierte Traufe, Walmdach, Schieferdeckung                | Bösenbrunn              | Bobenneukirchen | Bild gesucht    | 50° 22′ 37″ N, 12° 3′ 40″ O  |
| Pfarrhaus Elsterberg                                                | Klassizistische Einflüsse, architektonisch anspruchsvoll, ortsgeschichtliche, baugeschichtliche und städtebauliche Bedeutung. Zweigeschossiger Bau mit Putzfassade und Satteldach, Granitsockel, Putznutung im EG, dort auch profilierte Gewände                 | Elsterberg              | Elsterberg      |                 | 50° 36′ 31″ N, 12° 10′ 5″ O  |
| Pfarrhaus Falkenstein/Vogtl.                                        | Reich gegliederte Putzfassade, im historistischen Stil, ortsgeschichtlich und baugeschichtlich von Bedeutung. Repräsentatives Gebäude, fünf Achsen, zweigeschossig, Putznutung im EG, Lisenen, annähernd quadratischer Grundriss, neogotische Tür                | Falkenstein/Vogtl.      | Falkenstein     |                 | 50° 28′ 38″ N, 12° 22′ 17″ O |
| Pfarrhaus Hammerbrücke                                              | Historisierender Putzbau mit Holzveranda, von ortsgeschichtlichem Wert. Zweigeschossiger schlichter Putzbau mit ausgebautem Walmdach, Mittelrisalit mit Zwerchgiebel mit flankierenden Zierfialen, umlaufendes profiliertes Gesims, Zierfries unter Dachgesims   | Muldenhammer            | Hammerbrücke    | Bild gesucht    | 50° 26′ 4″ N, 12° 25′ 29″ O  |
| Pfarrhaus Klingenthal                                               | Städtebaulich dominierende Hanglage, neben dem Friedhof Klingenthal I und in Nähe der Rundkirche „Zum Friedefürsten“, ortsgeschichtlich bedeutsam. Vereinfachter zweigeschossiger Putzbau, hohem Sockelgeschoss und teilausgebautem Dachgeschoss                 | Klingenthal             | Klingenthal     | Bild gesucht    | 50° 21′ 34″ N, 12° 27′ 59″ O |
| Pfarrhaus Klingenthal                                               | Voll verschalter Holzbau mit Krüppelwalmdach, im Jugendstil gestaltet, ortsgeschichtlich und künstlerisch bedeutsam. Eingeschossig, auf rechteckigem Grundriss erhebt sich das voll verschalte (gestoßene Bretter mit schmalen Deckleisten) traufständig         | Klingenthal             | Klingenthal     | Bild gesucht    | 50° 22′ 13″ N, 12° 28′ 1″ O  |
| Pfarrhaus Krebes                                                    | Pfarrhaus gut gegliederter Putzbau, Seitengebäude Obergeschoss Fachwerk verbrettert, geschlossen erhaltenes Ensemble in Kirchennähe, straßenbildprägend, ortshistorische Bedeutung. Pfarramt: Rechteckiger zweigeschossiger Baukörper, verputzt                  | Weischlitz              | Krebes          | Bild gesucht    | 50° 25′ 7″ N, 11° 59′ 10″ O  |
| Pfarrhaus Kürbitz                                                   | Pfarrhaus mit verbrettertem Fachwerk-Obergeschoss und Segmentbogenportal, baugeschichtlich und ortsgeschichtlich von Bedeutung. Pfarrhaus und Pfarrwirtschaftsgebäude: Geschlossenes und unverändert erhaltenes Ensemble mit reicher Originalsubstanz            | Weischlitz              | Kürbitz         | Bild gesucht    | 50° 27′ 45″ N, 12° 4′ 26″ O  |
| Pfarrhaus Waldkirchen                                               | Vorkragendes Obergeschoss in Fachwerk, zum Teil verschiefert, Fachwerkkonstruktion mit Kopfstreben, Schwelle und Füllhölzer mit Schiffskehlen, unveränderter Bau mit seltenen Gestaltungsmerkmalen, baugeschichtlich und ortsgeschichtlich von Bedeutung         | Lengenfeld              | Waldkirchen     |                 | 50° 36′ 1″ N, 12° 22′ 44″ O  |
| Pfarrhaus Lengenfeld                                                | Einfach gegliederter Putzbau, in Kubatur unverändert erhalten, ortsbildprägende Lage, ortsgeschichtliche Bedeutung. Zweigeschossiger Putzbau mit Fassadengliederung, Sockel unverputztes Quadermauerwerk, original: Eingangstür mit Oberlicht, Treppen           | Lengenfeld              | Lengenfeld      |                 | 50° 34′ 9″ N, 12° 21′ 46″ O  |
| Pfarrhaus Mühltroff                                                 | Markanter Klinkerbau von bau- und ortsgeschichtlicher Bedeutung. Zweigeschossiger Klinkerbau, Mittelrisalit, roter Klinker, Lisenengliederung durch gelbe Klinker, Fensterverdachungen mit waagerechtem Gebälk im EG und Dreieckgiebelchen im Obergeschoss       | Pausa-Mühltroff         | Mühltroff       | Bild gesucht    | 50° 32′ 27″ N, 11° 55′ 59″ O |
| Pfarrhaus Pfaffendorf (Vogtl.)                                      | Obergeschoss Fachwerk, ortsgeschichtliche und bauhistorische Bedeutung, bildet Ensemble mit benachbarter Kirche. Pfarrhaus: Zweigeschossig, Erdgeschoss massiv, Obergeschoss Fachwerk, verputzt, große Rechteckfenster, zum Teil Holz-Fenstergewände             | Triebel                 | Pfaffendorf     |                 |                              |
| Pfarrhaus Plauen, Straße der Deutschen Einheit 3                    | Denkmalgeschütztes Gebäude in Plauen | Plauen                  | Plauen          | weitere Bilder  | 50° 30′ 4″ N, 12° 8′ 0″ O    |
| Kirche/Pfarrhaus Rebesgrün                                          | Putzbau im Stil des Art déco, mit wertvollen originalen Details, ortshistorisches und baugeschichtliches Zeugnis. Dreigeschossiger Putzbau, Kellersockel: bossierte Granitquader, traufseitig zur Straße fünf Fensterachsen, Erdgeschoss und erstes Obergeschoss | Auerbach/Vogtl.         | Rebesgrün       | weitere Bilder  | 50° 31′ 27″ N, 12° 22′ 14″ O |
| Pfarrhaus Reichenbach im Vogtl.                                     | Architektonisch anspruchsvolles Gebäude, neobarocker Bau von großer architekturgeschichtlicher, baukünstlerischer und städtebaulicher Bedeutung. Breit gelagertes, teilweise drei- oder zweigeschossiges Gebäude mit vorkragenden Gemeindesaal                   | Reichenbach im Vogtland | Reichenbach     | Bild gesucht    | 50° 37′ 25″ N, 12° 18′ 15″ O |
| Pfarrhaus Reichenbach im Vogtl.                                     | Gründerzeitgebäude, Klinkerfassade, baugeschichtlich, ortsgeschichtlich und städtebaulich von Bedeutung. Klinkerfassade, oranger und roter Klinker, waagrechte Fensterverdachungen im Obergeschoss, Zwerchgiebel, mit Kreuz                                      | Reichenbach im Vogtland | Reichenbach     | Bild gesucht    | 50° 37′ 8″ N, 12° 18′ 18″ O  |
| Pfarrhaus Reuth                                                     | Ortshistorisch bedeutender Bau mit weitgehender Originalsubstanz (Decken, Türen). Zwei Geschosse, Putzfassade, Sockel massiv, darüber Fachwerk im EG zum Teil erhalten, Obergeschoss verputztes Fachwerk, Satteldach (Schieferdeckung).                          | Weischlitz              | Reuth           | weitere Bilder  | 50° 28′ 9″ N, 11° 57′ 32″ O  |
| Pfarrhaus Syrau                                                     | Baugeschichtliche und ortsgeschichtliche Bedeutung. Pfarrhaus: Zwei Geschosse, Satteldach mit altdeutscher Schieferdeckung, Eingangstür mit Granitgewände und Oberlicht, Einfriedung: Unverputzte Bruchsteinmauer mit Schieferplattenabdeckung.                  | Rosenbach/Vogtl.        | Syrau           | weitere Bilder  | 50° 32′ 37″ N, 12° 4′ 35″ O  |
| Pfarrhaus Tannenbergsthal                                           | Massiver Werksteinsockel, Putzfassade, Giebel verschiefert, bildet mit der Kirche ein Ensemble, Reformstil-Architektur, städtebaulich und baugeschichtlich bedeutsam. An der Kirche direkt angebaut, die Baumaterialien wie bei der Kirche qualitätvoll          | Muldenhammer            | Tannenbergsthal |                 | 50° 26′ 21″ N, 12° 27′ 40″ O |
| Pfarrhaus Theuma                                                    | Als eines der ältesten Gebäude mit wertvoller Originalsubstanz (Holzbalkendecke mit Schiffskehle im Innern), von ortsgeschichtlicher und bauhistorischer Bedeutung, bildet ortsbildprägendes Ensemble mit Kirche. Bezeichnet „1647“ (Giebelseite)                | Theuma                  | Theuma          |                 | 50° 28′ 19″ N, 12° 13′ 13″ O |
| Pfarrhaus Thierbach                                                 | Baugeschichtlich und ortsgeschichtlich von Bedeutung. Ziegel-Bruchsteinmauerwerk, zwei Geschosse, neun Achsen, ehemaliger Stall im rechten Gebäudeteil: Putzfaschen der Fenster nach Sanierung verschwunden, giebelseitig erhalten, Walmdach                     | Pausa-Mühltroff         | Thierbach       | Bild gesucht    | 50° 34′ 50″ N, 11° 56′ 51″ O |
| Pfarrhaus Rodau (Vogtl.)                                            | Baugeschichtliche und ortsgeschichtliche Bedeutung. Zwei Geschosse, Satteldach, hoher Sockel Polygonalmauerwerk unverputzt, Putzfassade im EG, Obergeschoss mit zurückhaltender Klinkergliederung um die Fenster im Obergeschoss und Giebelgeschoss.             | Rosenbach/Vogtl.        | Rodau           | Bild gesucht    | 50° 30′ 22″ N, 11° 59′ 20″ O |
| Pfarrhaus Treuen                                                    | Verputzter Bruchsteinbau mit barockem Türportal, stadtgeschichtlich und städtebaulich bedeutend. Zweigeschossiger massiver Putzbau, Reste originales Türportal, im EG Spätbarock (innen zwei Eisentüren mit originalen Beschlägen und Rosendarstell)             | Treuen                  | Treuen          | Bild gesucht    | 50° 32′ 21″ N, 12° 18′ 31″ O |
| Pfarrhaus Sachsgrün                                                 | Schlichter Putzbau mit Satteldach, eines der ältesten Gebäude des Ortes, von baugeschichtlicher sowie ortsgeschichtlicher Bedeutung. Grundriss winkelförmig (mit Stallanbau und Scheune), zweigeschossig, ein Flügel massiv mit Granit-Fenstergewände            | Triebel                 | Sachsgrün       |                 | 50° 20′ 42″ N, 12° 1′ 46″ O  |
| Pfarrhaus und Remisengebäude Planschwitz                            | Pfarrhaus schlichter Putzbau mit Krüppelwalmdach, von ortsgeschichtlicher Bedeutung, reich an Originalsubstanz und weitgehend unverändert Granitgewände, Obergeschoss Fachwerk verputzt, Krüppelwalmdach mit altdeutscher Schieferdeckung, Dachgaupen            | Oelsnitz/Vogtl.         | Planschwitz     | Bild gesucht    | 50° 25′ 15″ N, 12° 6′ 0″ O   |
| Pfarrhaus und Seitengebäude eines Pfarrhofes Oelsnitz               | Pfarrhaus stattlicher barocker Putzbau mit schönem Portal und Krüppelwalmdach, Seitengebäude ein gründerzeitliches Ziegelgebäude, baugeschichtliche und ortshistorische Bedeutung Pfarrhaus: Bruchsteinsockel, Granitgewände, Granitportal                       | Oelsnitz/Vogtl.         | Taltitz         | Bild gesucht    | 50° 26′ 16″ N, 12° 7′ 7″ O   |
| Pfarrhof Eichigt                                                    | Pfarrhaus schlichter Putzbau, ortshistorisches Zeugnis, bildet typisches Ensemble mit benachbarter Kirche. Pfarrhaus: zweigeschossig, massiv, Ziegelstein, Putzgliederung (um 1900), Zahnschnittgesims, Walmdach (Schieferdeckung), Satteldach-Gaupen            | Eichigt                 | Eichigt         | Bild gesucht    | 50° 20′ 59″ N, 12° 10′ 26″ O |
| Pfarrhof Irfersgrün                                                 | Ensemble von bauhistorischer und ortshistorischer Bedeutung. Pfarrhaus: Um 1920 erbaut, zweigeschossiger Putzbau, mit bauhistorischer Ausstattung und originalen Fenstern und Türen, Krüppelwalmdach mit Biberschwanzdoppeldeckung, Fledermausluken              | Lengenfeld              | Irfersgrün      | Bild gesucht    | 50° 36′ 39″ N, 12° 25′ 41″ O |
| Pfarrhof Landwüst                                                   | Pfarrhaus im Reform- und Heimatstil der Zeit um 1910, Wirtschaftsgebäude verbrettert, von ortsgeschichtlichem und baugeschichtlichem Wert. | Markneukirchen          | Landwüst        |                 | 50° 16′ 6″ N, 12° 20′ 2″ O   |
| Pfarrhof Limbach                                                    | Bau- und ortsgeschichtliche sowie städtebauliche Relevanz. Pfarrhaus nach 1775 Wiederaufbau, EG Bruchstein, Obergeschoss verbrettert (Fachwerk), Mansardwalmdach (Ziegel), Nebengebäude: EG verputzt, Obergeschoss Fachwerk, 1834 teils verbrettert              | Limbach                 | Limbach         |                 | 50° 34′ 59″ N, 12° 15′ 1″ O  |
| Pfarrhof Marieney                                                   | Geschlossen erhaltenes und selten anzutreffendes Ensemble in landschaftstypischen Bauformen, Pfarrhaus mit verschiefertem Fachwerk-Obergeschoss, Umgebindekonstruktion und Blockstube, Pächterhaus mit Fachwerk-Obergeschoss, Scheune verbrettert                | Mühlental               | Marieney        |                 | 50° 22′ 21″ N, 12° 16′ 0″ O  |
| Pfarrhof mit Pfarrhaus Geilsdorf                                    | Schlichte Putzfassade, Pfarrhaus Walmdach mit kleinen Gauben, geschlossen erhaltenes Ensemble in unveränderter Originalsubstanz, straßenbildprägende Lage, ortshistorische Bedeutung.                                                                            | Weischlitz              | Geilsdorf       | Bild gesucht    | 50° 25′ 38″ N, 12° 2′ 9″ O   |
| Pfarrhof mit Pfarrhaus Mißlareuth 15                                | Pfarrhaus: stattlicher Putzbau, Seitengebäude Obergeschoss Fachwerk, ortsstrukturprägende Lage neben dem Kirchhof, baugeschichtliche und ortsgeschichtliche Bedeutung. Pfarrhaus und anschließender Stall (1753), EG massiv, Bruchstein verputzt                 | Weischlitz              | Mißlareuth      |                 | 50° 26′ 37″ N, 11° 54′ 25″ O |
| Pfarrhof Pausa (Vogtl.)                                             | Bau- und ortshistorische Bedeutung. Kantorat: Ehemaliger Wirtschaftsteil des Gasthofes, zwei Geschosse, im Obergeschoss Fachwerk, giebelseitig fachwerksichtig, in Giebelseite gerades Granittürgewände auf Sockel mit Schlussstein, Krüppelwalmdach             | Pausa-Mühltroff         | Pausa           | Bild gesucht    | 50° 34′ 51″ N, 11° 59′ 36″ O |
| Pfarrhof Unterwürschnitz                                            | Pfarrhaus ein stattlicher Putzbau mit Krüppelwalmdach, Pächterhaus Obergeschoss teilweise verbrettert, geschlossen erhaltenes Ensemble, in Größe und Lage ortsbildprägend, Denkmal der Regionalgeschichte und der Baugeschichte.                                 | Mühlental               | Unterwürschnitz | Bild gesucht    | 50° 22′ 29″ N, 12° 13′ 16″ O |
| Pfarrhof Wohlbach                                                   | Fachwerkbauten, geschlossene Anlage mit ortstypischen Baumerkmalen, schönes Eingangsportal. Pfarrhaus: Zwei Geschosse, EG links Blockstube mit Umgebinde, Balkendecke auf Unterzug, teilweise massive Rückseite, Granittürgewände, Obergeschoss Fachwerk         | Mühlental               | Wohlbach        |                 | 50° 21′ 17″ N, 12° 18′ 34″ O |

## Friedhöfe
| Artikel                                     | Beschreibung | Gemeinde                | Ort(e)         | Bild           | Koordinaten                  |
| ------------------------------------------- | --- | ----------------------- | -------------- | -------------- | ---------------------------- |
| Friedhof Bad Brambach                       | Ortsgeschichtlich von Bedeutung. Leichenhalle (Putzfassade) eingeschossig, Walmdach, Einfriedungsmauer aus Bruchstein (Granit), Wandstelle mit Einfriedung, geschliffener Marmor, Renz 1931, Wandstelle mit Erbbegräbnis Pilaster                     | Bad Brambach            | Bad Brambach   |                | 50° 13′ 20″ N, 12° 18′ 59″ O |
| Friedhof Ellefeld Alte Auerbacher Straße 29 | Sachgesamtheit Friedhof Ellefeld, mit den Einzeldenkmalen: Friedhofskapelle, Aufbahrungshalle, Friedhofsverwaltungsgebäude, Friedhofsmauer mit Toranlage, Denkmal für die Opfer des Faschismus, Wandgrabmale (Erbbegräbnisse) an der hinteren Mauer   | Ellefeld                | Ellefeld       | Bild gesucht   | 50° 29′ 15″ N, 12° 22′ 50″ O |
| Friedhof Markneukirchen                     | Kapelle im Stil der Neogotik, Gefallenendenkmal mit großem Kreuz aus Porphyrwerkstein, Bauten, Denkmale und Grabanlagen von ortshistorischem, baugeschichtlichem und personengeschichtlichem Wert.                                                    | Markneukirchen          | Markneukirchen | Bild gesucht   | 50° 18′ 50″ N, 12° 19′ 12″ O |
| Friedhof Mylau                              | Baugeschichtlich und ortsgeschichtlich von Bedeutung. Gedenktafel für KZ-Häftlinge, die am 27. Januar 1945 aus einem Zug geworfen wurden: „Hier ruhen 4 Häftlinge eines KZ, die aus einem Transportzug geworfen, am 21.7.1945 tot aufgefunden wurden“ | Reichenbach im Vogtland | Mylau          | Bild gesucht   | 50° 37′ 19″ N, 12° 15′ 52″ O |
| Friedhof Neuensalz                          | Baugeschichtliche, gartenkünstlerische und besondere regionalgeschichtliche Bedeutung. Mit Überflutung von Altensalz beim Bau der Talsperre Pöhl musste der Friedhof neu angelegt werden, Neuanlage nach Entwurf des Architekten Rüdiger Brinkkötter  | Neuensalz               | Neuensalz      | Bild gesucht   | 50° 30′ 48″ N, 12° 13′ 15″ O |
| Friedhof Görnitz                            | Kapelle neogotischer Klinkerbau mit bemerkenswerter Ausstattung, stadtgeschichtliche und wissenschaftliche Bedeutung Nebengebäude: roter und gelber Klinker, Kapelle: neogotischer Klinkerbau mit bemerkenswert vollständiger originaler Ausstattung  | Oelsnitz/Vogtl.         | Görnitz        | Bild gesucht   | 50° 24′ 23″ N, 12° 11′ 0″ O  |
| Friedhof Pausa Oberer Graben                | Ortsgeschichtlich von Bedeutung. LXXIII/41/18: Erbbegräbnis Kögler, um 1900, LXXIII/10/10: Grabmal Familie Kramer, 1912, Sandstein, Säulen, Reliefs, LXXIII/10/11: Grabmal Wilhelmine …, 1901, Sandstein, Christusfigur, Giebel, LXXIII/10/12         | Pausa-Mühltroff         | Pausa          | Bild gesucht   | 50° 34′ 51″ N, 11° 59′ 34″ O |
| Friedhof Reichenbach                        | Die Verwaltungsbauten Gründerzeitgebäude, die Parentationshalle im expressionistischen Stil und Anklängen an die Neue Sachlichkeit, baugeschichtlich, gartenkünstlerisch und ortsgeschichtlich von Bedeutung.                                         | Reichenbach im Vogtland | Reichenbach    | Bild gesucht   | 50° 37′ 57″ N, 12° 18′ 33″ O |
| Friedhof Theuma                             | 1866 angelegter Friedhof der Gemeinde Theuma, mit Friedhofskapelle | Theuma                  | Theuma         |                | 50° 28′ 26″ N, 12° 13′ 22″ O |
| Friedhof I Plauen                           | 1866 angelegter Friedhof außerhalb der Innenstadt von Plauen, mehrfach erweitert, mehrere Gebäude: Leichenhalle, Verwaltung, Glockenturm | Plauen                  | Plauen         | weitere Bilder | 50° 30′ 22″ N, 12° 8′ 43″ O  |
| Jüdischer Friedhof (Plauen)                 | 1898 angelegt, mit Friedhofshalle, jetzt Mahn- und Gedenkstätte | Plauen                  | Kauschwitz     | weitere Bilder | 50° 31′ 48″ N, 12° 6′ 38″ O  |
| Waldfriedhof Auerbach Hohe Straße 50        | Von ortsgeschichtlicher und landschaftsgestaltender Bedeutung. Friedhofsgestaltung: Waldfriedhof im gemischten Stil aus landschaftlichen und architektonischen Elementen, Kapelle ursprünglich als Aufbahrungshalle konzipiert                        | Auerbach/Vogtl.         | Auerbach       | Bild gesucht   | 50° 31′ 11″ N, 12° 24′ 20″ O |

## Synagoge
| Artikel           | Beschreibung                                                                                   | Gemeinde | Ort    | Bild | Koordinaten                 |
| ----------------- | ---------------------------------------------------------------------------------------------- | -------- | ------ | ---- | --------------------------- |
| Synagoge (Plauen) | 1930 im Stil der Neuen Sachlichkeit erbaut; bei Reichspogromnacht 1938 zerstört, jetzt Mahnmal | Plauen   | Plauen |      | 50° 29′ 50″ N, 12° 7′ 26″ O |

∑ 201 Einträge